# Квантовая телепортация
Ква́нтовая телепорта́ция — передача квантового состояния на расстояние при помощи разъединённой в пространстве запутанной пары и классического канала связи, при которой состояние разрушается в точке отправления при проведении измерения и воссоздаётся в точке приёма.
Термин установился благодаря опубликованной в 1993 году статье в журнале «Physical Review Letters», где описано, какое именно квантовое явление предлагается называть «телепортингом» (англ. teleporting) и чем оно отличается от популярной в научной фантастике «телепортации».
Квантовая телепортация не передаёт энергию или вещество на расстояние.
Фантастическое понятие телепортации происходит из специфичной интерпретации эксперимента: «исходное состояние частицы A после всего произошедшего разрушается. То есть состояние было не скопировано, а перенесено из одного места в другое».

## Описание эксперимента
При осуществлении квантовой телепортации помимо передачи информации по квантовому каналу, необходимо также осуществить передачу дополнительной информации, необходимой для прочтения сообщения, по классическому каналу. Для передачи «квантовой части» используются характерные для квантово-запутанных частиц корреляции Эйнштейна — Подольского — Розена, а для передачи классической информации годится любой обычный канал связи.
Для простоты рассмотрим квантовую систему с двумя возможными состояниями {\displaystyle \psi _{1}} и {\displaystyle \psi _{2}} (например, проекцию спина электрона или фотона на заданную ось). Такие системы часто называют кубитами. Однако описанный ниже способ пригоден для передачи состояния любой системы, имеющей конечное число состояний.
Пусть у отправителя есть частица А, находящаяся в произвольном квантовом состоянии {\displaystyle \psi _{A}=\alpha \psi _{1}+\beta \psi _{2}}, и он хочет передать это квантовое состояние получателю, то есть сделать так, чтобы у получателя оказалась в распоряжении частица B в том же самом состоянии. Иными словами, необходимо передать отношение двух комплексных чисел {\displaystyle \alpha } и {\displaystyle \beta } (с максимальной точностью). Заметим, что главная цель здесь — это передать информацию не как можно быстрее, а как можно точнее. Для достижения этой цели выполняются следующие шаги.
1. Отправитель и получатель заранее создают пару квантово-запутанных (например двух кубитов в состоянии Белла) C и B, причём C попадёт отправителю, а B — получателю. Поскольку эти частицы запутаны, то каждая из них не обладает своей волновой функцией (вектором состояния), но вся пара целиком (а точнее, интересующие нас степени свободы) описываются единым четырёхмерным вектором состояния {\displaystyle \psi _{BC}}.
2. Квантовая система частиц A и C имеет четыре состояния, однако мы не можем описать её состояние вектором — чистым (полностью определённым) состоянием обладает лишь система из трёх частиц A, B, C. Когда отправитель совершает измерение, имеющее четыре возможных исхода, над системой из двух частиц A и C, он  получает одно из 4 собственных значений измеряемой величины. Поскольку при этом измерении система из трёх частиц A, B, C коллапсирует в некое новое состояние, причём состояния частиц A и C становятся известны полностью, то сцепленность разрушается и частица B оказывается в некотором определённом квантовом состоянии.
3. Именно в этот момент происходит как бы «передача» «квантовой части» информации. Однако восстановить передаваемую информацию пока невозможно: получатель знает, что состояние частицы B как-то связано с состоянием частицы A, но не знает как именно!
4. Для выяснения этого необходимо, чтобы отправитель сообщил получателю по обычному классическому каналу результат своего измерения (затратив при этом два бита, соответствующие зацепленному состоянию AC, измеренному отправителем). По законам квантовой механики получается, что, имея результат измерения, проведённого над парой частиц A и C, и плюс к тому запутанную с C частицу B, получатель сможет совершить необходимое преобразование над состоянием частицы B и восстановить исходное состояние частицы A.

Полная передача информации осуществится только после того, как получатель будет обладать данными, полученными по обоим каналам. До того как получен результат по классическому каналу, получатель ничего не может сказать о переданном состоянии.
Перехватить передаваемую информацию принципиально невозможно; если «злоумышленник» попытается проследить за эволюцией запутанной пары B и C, то он тут же разрушит её запутанность.

## Экспериментальная реализация
- Экспериментальная реализация квантовой телепортации поляризационного состояния фотона была осуществлена в 1997 году почти одновременно группами физиков под руководством Антона Цайлингера (Университет Инсбрука)[2] и Франческо де Мартини (Университет Рима)[3].
- В журнале Nature за 17 июня 2004 года было объявлено об успешном экспериментальном наблюдении квантовой телепортации квантового состояния атома сразу двумя исследовательскими группами: M.Riebe et al., Nature 429, 734—737 Архивная копия от 15 ноября 2006 на Wayback Machine (телепортация квантового состояния иона атома кальция) и M.D.Barrett et al., Nature 429, 737—739 Архивная копия от 15 ноября 2006 на Wayback Machine (телепортация кубита на основе иона атома бериллия). Несмотря на поднявшийся уровень интереса в средствах массовой информации, эти эксперименты вряд ли можно назвать прорывом: скорее это просто очередной большой шаг в направлении создания квантовых компьютеров и реализации квантовой криптографии.
- В 2006 году была впервые осуществлена телепортация между объектами разной природы — квантами лазерного излучения и атомами цезия. Успешный эксперимент был произведён исследовательской группой из Института Нильса Бора в Копенгагене.[4]
- 23 января 2009 года учёным впервые удалось телепортировать квантовое состояние иона на один метр.[5][6]
- 10 мая 2010 года в эксперименте, поставленном физиками из Научно-технического университета Китая и Университета Цинхуа, проводилась передача квантового состояния фотона на 16 километров.[7][8]
- В 2012 году китайским физикам удалось за 4 часа передать 1100 запутанных фотонов на расстояние 97 километров.[9][10]
- В сентябре 2012 года физики из Университета Вены и Академии наук Австрии установили новый рекорд в квантовой телепортации — 143 километра[11]
- В статье, опубликованной 21 сентября 2014, группа учёных заявила о том, что удалось квантово телепортировать фотон в оптоволокне на рекордное (для оптоволокна) расстояние — 25 километров[12][13][14][15].
- В сентябре 2015 года учёным из Национального института стандартов и технологий США удалось телепортировать фотоны по оптоволокну на расстояние свыше 100 км. В ходе эксперимента использовался однофотонный детектор со сверхпроводящими кабелями на силициде молибдена при температуре, близкой к абсолютному нулю[16].
- В июне 2017 года китайские учёные осуществили квантовую телепортацию на расстояние свыше 1200 километров[17][18].
- В 2020 году команда ученых из университета в Чикаго  смогла доказать возможность мгновенной передачи квантового состояния на большие расстояния. Исследователям удалось передать квантовое состояние на 44 км с точностью более 90% по волоконно-оптическим сетям, аналогичным тем, которые составляют основу существующего интернета[19].